# 头北话
头北话是汉语族闽语支闽南语的一种方言，通行于中国福建省泉州市泉港区的部分地区。由于地理位置接近福建省莆田市仙游县，因此头北话带有仙游话的一些腔调。

## 分布
头北话主要通行于中国福建省泉州市泉港区的后龙镇、峰尾镇以及南埔镇。明末清初年间以及清末民初年间有许多头北人往海外迁移，所以目前臺湾、新加坡以及马来西亚都有头北人的后裔。然而在新加坡，莆仙籍中年华人因为莆仙语在当地是其中最弱势的汉语变体而较快速走向濒危状况，都趋向新加坡华人民系人口最多的闽南籍华人所通用闽语支最强势的汉语变体 : 闽台泉漳片闽南语（新加坡福建话、厦门话、台灣话）。他们日常所谓讲的“莆仙语”除了借用英语和马来语借词，带有诸多闽南语词汇和特色，其腔调接近莆仙语腔调。新加坡莆仙籍中年华人在讲 “莆仙语”的时候，通常都被闽南籍华人误解成闽南籍贯华人在讲非常不标准的闽南语或“头北人”讲“头北话”。